# Ali Krieger
Alexandra Blaire Krieger (Alexandria, Virginia; 28 de julio de 1984) es una futbolista estadounidense. Juega como defensa y su equipo actual es el NJ/NY Gotham FC de la National Women's Soccer League de Estados Unidos.

## Clubes
| Club                        | País           | Año             |
| --------------------------- | -------------- | --------------- |
| Northern Virginia Majestics | Estados Unidos | 2005            |
| Washington Freedom          | Estados Unidos | 2006 - 2007     |
| 1. FFC Fráncfort            | Alemania       | 2007 - 2012     |
| Washington Freedom (Cesión) | Estados Unidos | 2009            |
| Washington Spirit           | Estados Unidos | 2013 - 2016     |
| Tyresö FF (Cesión)          | Suecia         | 2013            |
| Orlando Pride               | Estados Unidos | 2017 - 2021     |
| NJ/NY Gotham FC             | Estados Unidos | 2021 - presente |

## Palmarés

### Campeonatos nacionales
| Título     | Club               | País           | Año     |
| ---------- | ------------------ | -------------- | ------- |
| W-League   | Washington Freedom | Estados Unidos | 2007    |
| Bundesliga | 1. FFC Fráncfort   | Alemania       | 2007-08 |
| DFB Pokal  | 1. FFC Fráncfort   | Alemania       | 2007-08 |
| DFB Pokal  | 1. FFC Fráncfort   | Alemania       | 2010-11 |

### Campeonatos internacionales
| Título                  | Equipo                      | Sede           | Año     |
| ----------------------- | --------------------------- | -------------- | ------- |
| Liga de Campeones       | 1. FFC Fráncfort            | Frankfurt      | 2007–08 |
| Copa de Algarve         | Selección de Estados Unidos | Portugal       | 2013    |
| Copa Mundial de Fútbol  | Selección de Estados Unidos | Canadá         | 2015    |
| Copa de Algarve         | Selección de Estados Unidos | Portugal       | 2015    |
| Preolímpico de Concacaf | Selección de Estados Unidos | Estados Unidos | 2016    |
| Copa Mundial de Fútbol  | Selección de Estados Unidos | Francia        | 2019    |

## Vida personal
El 28 de diciembre de 2019 se casó Ashlyn Harris, quien juega como guardameta para el Orlando Pride y en la selección femenina de fútbol de los Estados Unidos. El 14 de febrero de 2021, la pareja anunció la adopción de su hija, Sloane Phillips, nacida dos días antes. En agosto de 2022 se hizo público que habían adoptado a un niño, Ocean Maeve Krieger-Harris. La pareja se divorció en septiembre de 2023.